# Schleier von Manoppello

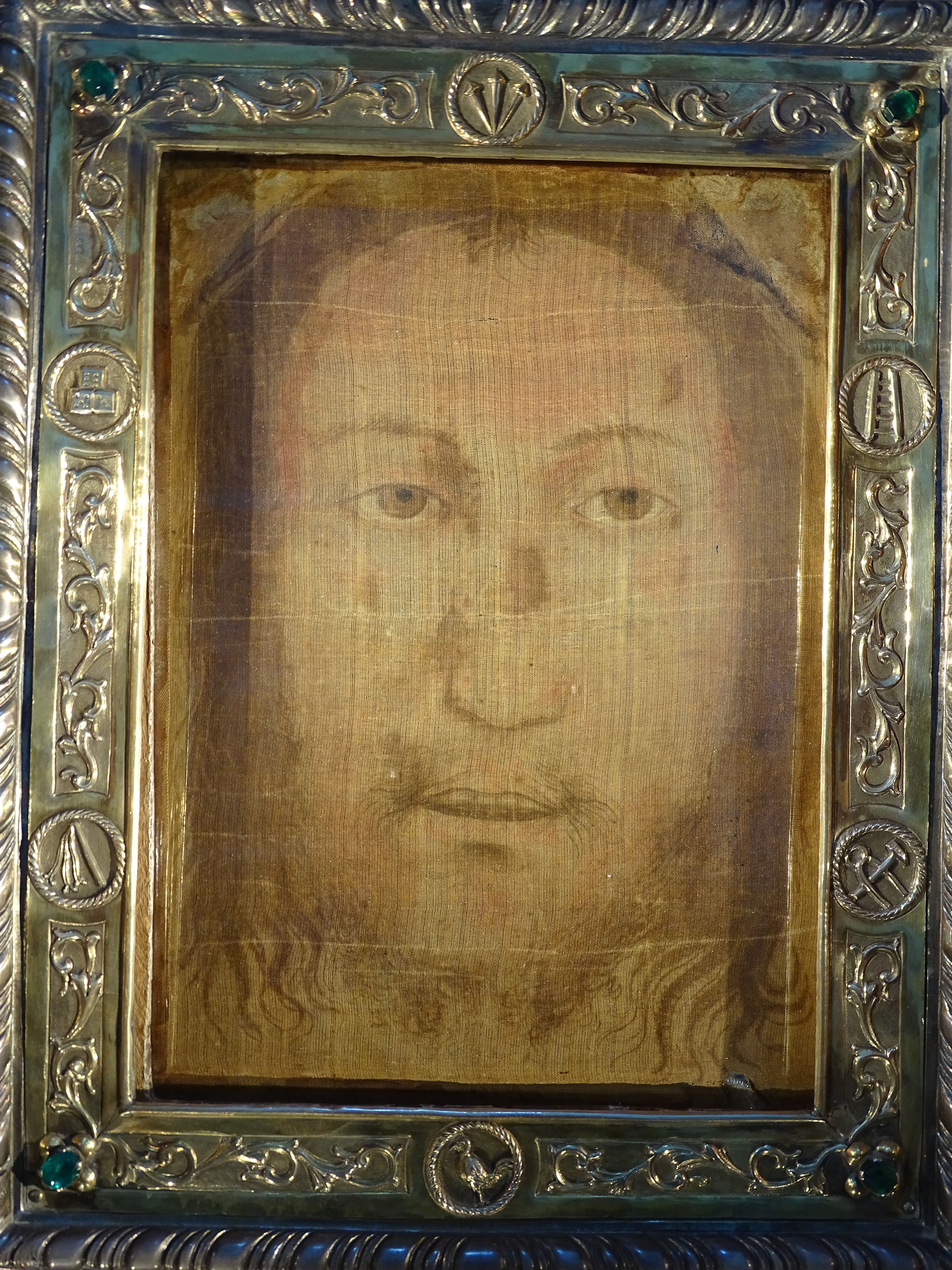
Schleier von Manoppello

Der Schleier von Manoppello, auch Volto Santo von Manoppello genannt, ist eine monochrome spätgotische Pinselzeichnung auf Byssus, die vermutlich eine niederländisch geprägte deutsche Arbeit darstellt und um 1500 ausgeführt wurde. Das Tuch wird in der italienischen Stadt Manoppello in den Abruzzen seit Jahrhunderten als Reliquie verehrt.

## Beschreibung des Schleiers

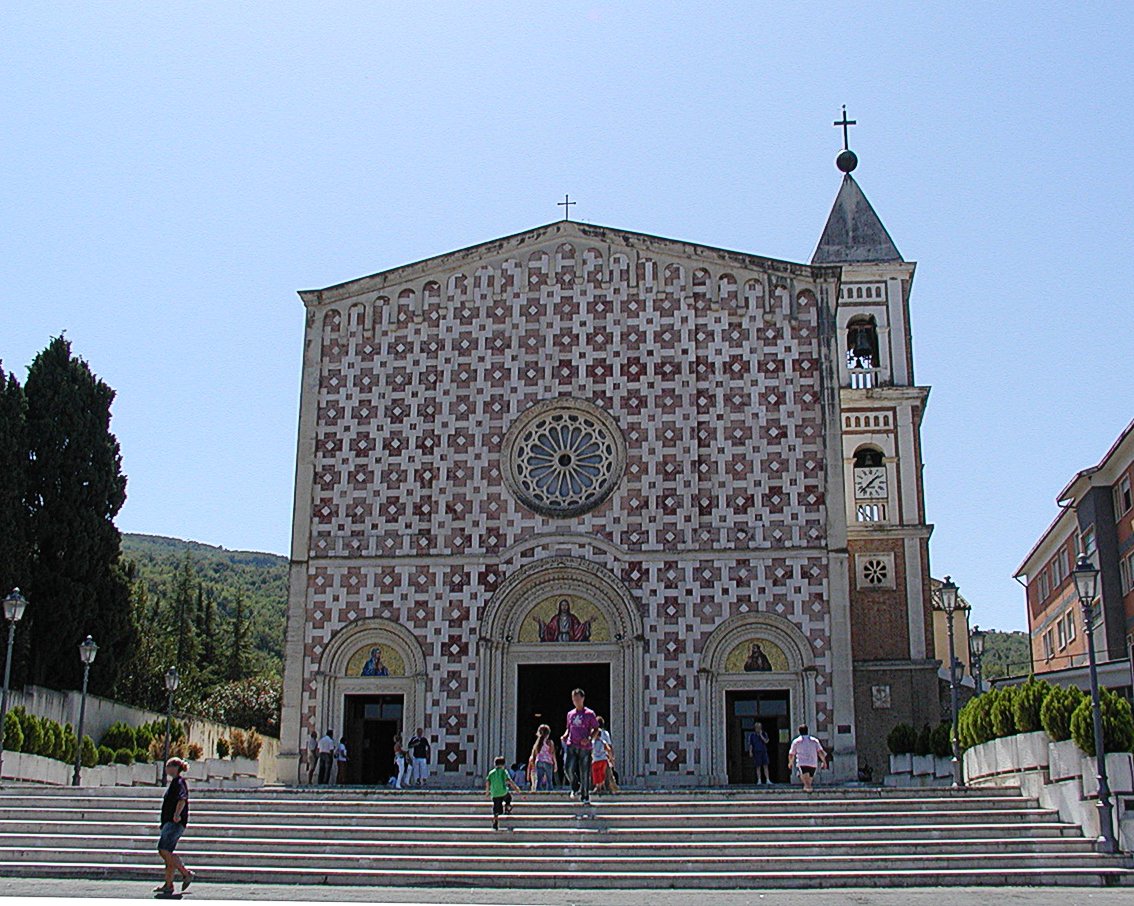
Das Santuario del Volto Santo in Manoppello

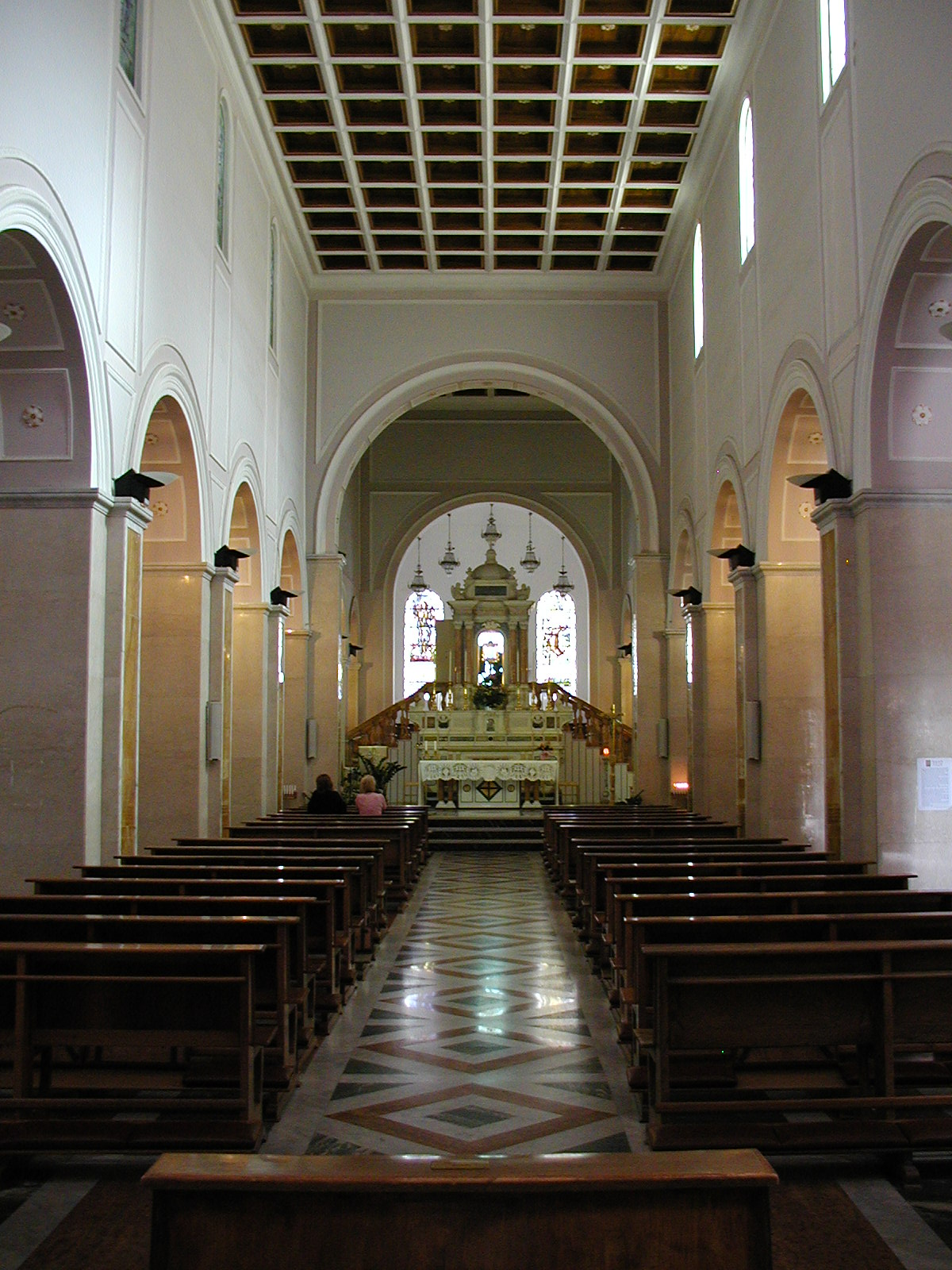
Das Innere der Kirche

Das Volto Santo (italienisch für „Heiliges Antlitz“) ist ein 17,5 cm breiter und 24 cm hoher Schleier, der in Manoppello seit dem 17. Jahrhundert in der Kapuzinerkirche Santuario del Volto Santo auf dem Tarignihügel außerhalb der Stadt aufbewahrt wird. Das Tuch wird seit den 1960er Jahren in einem doppelseitig verglasten Reliquiar aus dem frühen 18. Jahrhundert über dem Altar gezeigt. Zuvor befand sich das Reliquiar in einer dunklen Seitenkapelle, in der das Tuch für den Betrachter kaum erkennbar war. Es wurde seit Jahrhunderten nicht mehr aus dem Rahmen genommen und konnte bislang mit Hilfe von Mikroskopen, Infrarot- und ultraviolettem Licht sowie raman-spektroskopisch untersucht werden. Die beiden oberen dreieckigen Zwickel bestehen aus einem anderen Material, wahrscheinlich Seide, und wurden offenbar später angefügt.
Der Schleier zeigt das Gesicht eines Mannes im mittleren Alter, der Mund ist leicht geöffnet. Die Nase ist etwas versetzt, vermutlich weil das Schleiergewebe etwas verzogen ist.

## Interpretationen des Schleiers

### Religiöse Interpretationen

#### Der Schleier als Tuch aus dem Grab Christi
Einige Autoren vermuten, dass es sich beim Schleier von Manoppello um eine Textilie handele, die zusammen mit dem Turiner Grabtuch und weiteren Tüchern aus dem Grab Jesu in Jerusalem stamme. Die Anzahl der Veröffentlichungen zum Schleier von Manoppello ist allerdings weitaus geringer als die zum Turiner Grabtuch.
Im Rückgriff sowohl auf die Bibelstellen Joh 20,1–10  und Joh 20,19–23 , die Struktur sowie die Lage des Grabes Jesu als auch auf die jüdischen Begräbnisriten behauptet der Journalist Paul Badde, der Schleier habe zusammen mit dem Turiner Grabtuch im Grab Jesu gelegen. Daher seien es „zwei originale Bildquellen vom menschlichen Antlitz Gottes“. Badde und andere halten das Volto Santo für ein nicht von Menschenhand gemachtes Bild, ein sogenanntes Acheiropoieton. Badde entwickelt eine Hypothese, nach der beide Tücher zusammen aufbewahrt worden seien. Dafür führt er nicht nur die genannten Bibelstellen, sondern auch kirchengeschichtliche Texte an, die sich seiner Meinung zufolge auf die Tücher beziehen. Badde folgert, dass es bis ins 16. Jahrhundert ein Bewusstsein von der Zusammengehörigkeit beider Tücher gegeben habe. Während das Grabtuch nach Turin gekommen sei, sei das Volto Santo während des Sacco di Roma im Jahr 1527 verloren gegangen und auf ungeklärte Weise nach Manoppello gebracht worden. Badde behauptet, dass das Tuch aus Muschelseide bestehe.

#### Deutung als Schweißtuch der Veronika

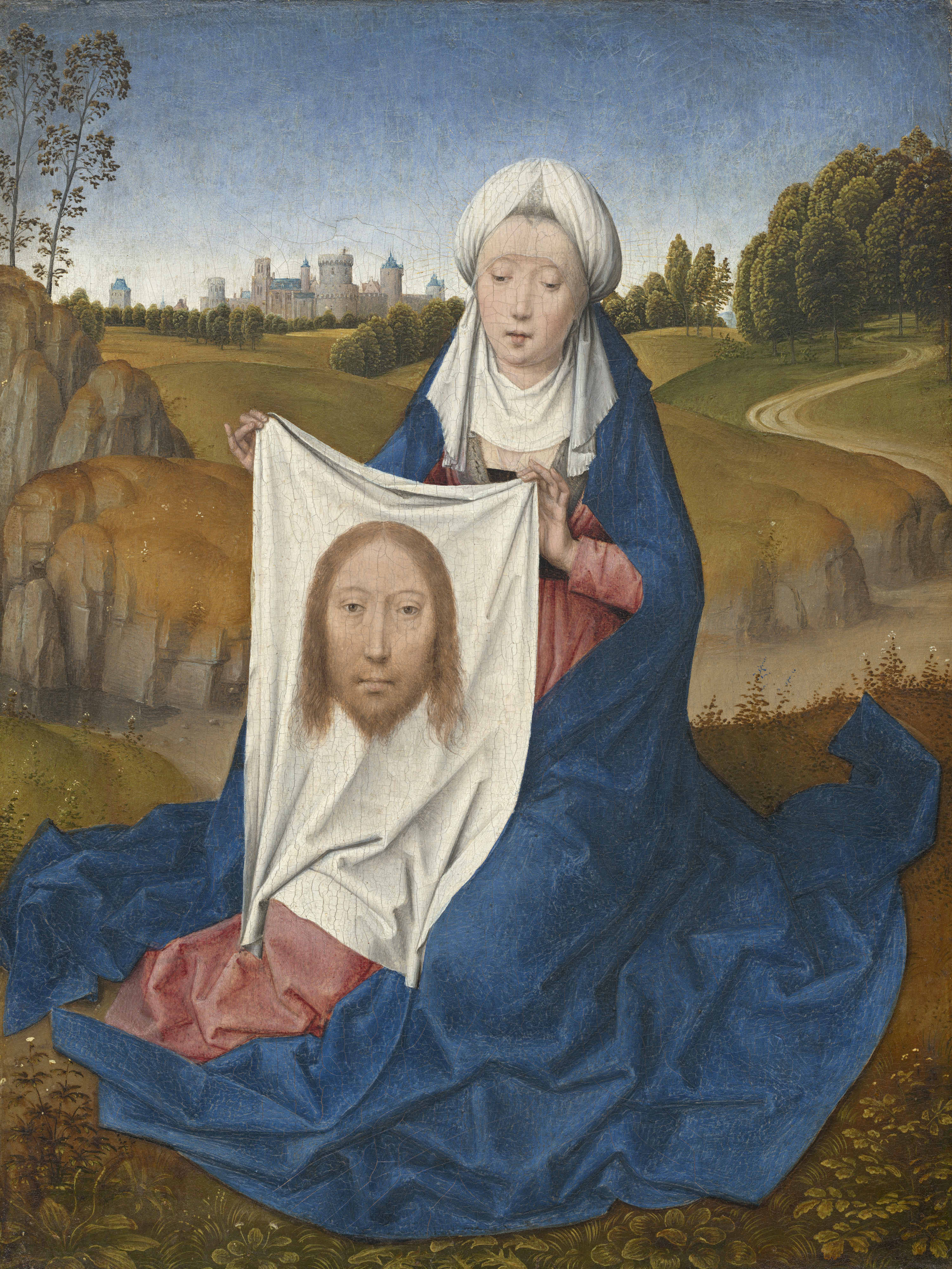
Hans Memling: Heilige Veronika, um 1470

Heinrich Pfeiffer behauptet, dass es sich bei dem Tuch um das Schweißtuch der Veronika handele. Diese einst wichtigste und meistverehrte Reliquie der Christenheit befindet sich der Überlieferung zufolge seit dem Jahr 708 im Petersdom. Auf dem fast schwarz gewordenen Tuch ist allerdings nichts mehr zu erkennen. Pfeiffer kommt aufgrund ikonografischer Untersuchungen zu dem Schluss, dass das Schweißtuch der Veronika seit dem Abriss der alten Petersbasilika 1508 oder dem Sacco di Roma 1527 verschwunden und durch ein anderes Tuch ersetzt worden sei. Vom Heiligen Stuhl wurde diese bereits früher laut gewordene Vermutung allerdings nicht bestätigt.

### Kunsthistorische Interpretation
Der Kunsthistoriker Erwin Pokorny setzte sich kritisch mit drei Annahmen über den Schleier von Manoppello auseinander, die dessen Deutung als Schweißtuch der Veronika stützen sollen:
1. Auf dem Schleier gebe es keine Farbpigmente.
2. Es existiere keine Maltechnik, die ein Bild im Gegenlicht verschwinden lasse.
3. Das Gewebe bestehe aus Muschelseide.

Pokorny bestreitet alle diese Annahmen. Er wirft Badde vor, dass dieser den Bericht von Giulio Fanti (Universität Padua) zu mikroskopischen Untersuchungen „entstellt“ habe und behaupte, dass der Schleier „keinerlei Farbspuren“ aufweise. Tatsächlich hat Fanti Farbpigmente festgestellt, diese jedoch wegen ihrer geringen Größe als nicht bildgebend erachtet.
Durch Fantis Untersuchungen wurde nachgewiesen, dass auf beiden Seiten des Tuches Farbe aufgebracht ist. Das Verschwinden des Bildes bei Gegenlicht basiert auf den Eigenschaften des Bildträgers und nicht etwa auf der Maltechnik: Dieses Gewebe weist so große Abstände der Webfäden auf, dass das Licht dazwischen ungehindert hindurchdringen kann. Eine Verwendung von Muschelseide könne anhand der Fadenstärke des Gewebes ausgeschlossen werden. Muschelseide weise auch einen eher wollenen Charakter auf; es gebe zudem keine Hinweise darauf, dass jemals ein Schleier daraus gewebt worden sei. Pokorny geht daher davon aus, dass das Gewebe des Schleiers aus Leinen- oder Flachsfasern besteht. Er weist darauf hin, dass dieses Volto Santo einer Stilentwicklung der Darstellung des Gesichts Jesu entspricht, wie sie in der niederländischen Malerei stattgefunden hat.
Pokorny zieht aus seinen Beobachtungen folgende Schlüsse: Es handele sich bei dem Gegenstand um eine niederländisch geprägte deutsche Tüchleinmalerei, ausgeführt um 1500 als Pinselzeichnung mit Wasserfarbe oder Tinte. Die unsichere Zeichnung der Augen, die flache Gesamterscheinung und die Verwendung der Farbe verwiesen auf die Ausführung durch einen Autodidakten und verliehen dem Bild den Charakter religiöser Volkskunst. Insgesamt  bezeichnet er die Qualität der künstlerischen Darstellung als gering.

## Naturwissenschaftliche Untersuchungen
Naturwissenschaftliche Untersuchungen des Schleiers sind schwierig, da keine Materialproben entnommen werden dürfen. Pietro Baraldi führte mit seinem Team am 30. April 2007 Messungen mit einem Raman-Mikroskop, einem tragbaren Konfokalmikroskop S633 des Herstellers Jobin-Yvon, durch. Dessen Ergebnisse wurden allerdings von ihm selbst nicht veröffentlicht, sondern liegen nur im Archiv des Santuario del Volto Santo vor. Bislang kursieren nur Paraphrasen dieses Berichts durch Dritte. Demnach habe Baraldi zunächst entdeckt, dass es keine für Malereien auf Leinwand allgemein übliche Vorbereitungsschicht gibt. Ebenso seien keine Farbpartikel auf dem Material zu finden. Die Messungen ließen keine Spektren bekannter Substanzen erkennen, die bei irgendwelchen Maltechniken der Vergangenheit angewendet wurden. Auf dem Hintergrund der erfassten Daten habe Baraldi erklärt, dass die aus der Untersuchung resultierenden Spektren lediglich die Beschaffenheit der Faser anzeigten. Die Faser bestehe demnach aus Eiweiß und weise eine gewisse Ähnlichkeit mit Spektren auf, die bei Untersuchungen von Pergament beobachtet werden. Pokorny schreibt dagegen in seinem Artikel zum Schleier von Manoppello, Baraldi habe ihm schriftlich mitgeteilt, dass er sehr wohl Farbspuren auf dem Schleiertuch erkennen, diese aber nicht spektroskopisch nachweisen konnte.
So fassen auch die Autoren einer neuen Studie die Ergebnisse Baraldis dahingehend zusammen, dass er weder zu den verwendeten Farben noch zum Material des Schleiers Aussagen machen konnte. Organische Farbstoffe würden sich ohnehin einer Raman-spektroskopischen Untersuchung zumeist entziehen, weil sie keine Raman-Streuung aufweisen. Ihre eigenen Untersuchungen haben zeigen können, dass das Trägermaterial des Schleiers aufgrund seiner optischen Eigenschaften unter polarisiertem Licht aller Wahrscheinlichkeit nach aus Flachsleinen, in jedem Fall aus Zellulose besteht. Zudem sind die Fäden des Gewebes mit einer Stärke von durchschnittlich 0,12 mm deutlich dünner, als dies bei der sonst ins Feld geführten Muschelseide mit ihrer Stärke von 0,2–0,3 mm der Fall wäre.

## Verehrung des Schleiers
Abgesehen von der Gewährung eines vollkommenen Ablasses von zeitlichen Sündenstrafen für Manoppellopilger durch Papst Clemens XI. im Jahr 1718 wurde das Tüchlein von der kirchlichen Hierarchie kaum beachtet. Die örtliche Überlieferung besagt, das Volto Santo sei um 1506 nach Manoppello gebracht worden, urkundlich bezeugt ist es dort jedoch erst, seit es 1638 den Kapuzinern übergeben wurde.
Überregionale Bekanntheit erlangte es in den 1960er und 1970er Jahren durch den Kapuzinerpater und seinerzeitigen Rektor des Heiligtums, Domenico da Cese.
Am 1. September 2006 pilgerte Papst Benedikt XVI. nach Manoppello.